# Šeperovo pismo kardinalu Krolu
Hrvatski kardinal Franjo Šeper, tadašnji prefekt Kongregacije za nauk vjere, uputio je 19. srpnja 1974. godine neslužbeno pismo kardinalu Johnu Krolu, predsjedniku Biskupske konferencije Sjedinjenih Američkih Država i nadbiskupu Philadelphije. U ovom pismo je navedeno da kanon 2335 iz Zakonika kanonskog prava iz 1917. godine vrijedi samo za udruge koje kuju urotu protiv Katoličke Crkve. Također je naglašeno da se za svaki slučaj članstva katolika u slobodnom zidarstvu treba pojedinačno utvrditi je li određena loža neprijateljski nastrojena prema Crkvi.

## Sadržaj pisma
Šeperovo pismo kardinalu Krolu sadržavalo je sljedeće ključne napomene:
- Sveta Stolica je više puta tražila informacije od biskupa o suvremenim masonskim aktivnostima usmjerenim protiv Crkve.
- "Neće biti novog zakona o ovom pitanju" u razdoblju prije donošenja novog Zakonika kanonskog prava iz 1983. godine.
- Svi kazneni kanoni moraju se tumačiti strogo.
- Katoličko svećenstvo te članovi redovničkih i svjetovnih instituta izričito su zabranjeni od članstva u slobodnom zidarstvu.

Pismo glasi ovako:
Vaša Eminencijo,
Mnogi biskupi obratili su se ovoj Svetoj Kongregaciji s upitima o snazi i značenju kanona 2335 Zakonika kanonskog prava, koji katolicima pod prijetnjom ekskomunikacije zabranjuje učlanjenje u masonske ili slične organizacije.
Tijekom dugotrajnog ispitivanja ovog pitanja, Sveta Stolica je više puta konzultirala zainteresirane biskupske konferencije kako bi stekla što jasniji uvid u prirodu ovih udruga i njihov suvremeni pravac djelovanja.
Međutim, velika raznolikost odgovora, koja odražava različite situacije u pojedinim zemljama, nije omogućila Svetoj Stolici da izmijeni postojeće opće zakonodavstvo, koje stoga ostaje na snazi sve dok nova inačica Zakonika kanonskog prava ne bude objavljena od strane nadležnog Papinskog povjerenstva.
Prilikom razmatranja pojedinačnih slučajeva, treba imati na umu da se kazneno pravo uvijek mora tumačiti restriktivno. Stoga se može sigurno naučavati i primjenjivati mišljenje onih autora koji tvrde da kanon 2335 obvezuje samo katolike koji se pridruže udrugama koje kuju zavjeru protiv Crkve.
Klericima, redovnicima i članovima svjetovnih instituta i dalje je u svakom slučaju zabranjeno pridruživanje bilo kojoj masonskoj organizaciji.
F. kardinal Šeper
prefekt
Sveta Kongregacija za nauk vjere

## Reakcije
Godine 1981., Kongregacija za nauk vjere objavila je Deklaraciju o statusu katolika koji postaju slobodni zidari u kojoj navodi da su tumačenja u pismu kardinalu Krolu bila "pogrešna i tendenciozna". Također je potvrđeno da zabrana katolicima da se pridruže masonskim udrugama nije promijenjena te da i dalje ostaje na snazi. Dokument je potpisao sam Šeper.
Godine 1983., Kongregacija za nauk vjere, pod vodstvom kardinala Josepha Ratzingera (kasnijeg pape Benedikta XVI.), objavila je Deklaraciju o masonskim udrugama u kojoj dodatno potvrđuje nespojivost članstva u slobodnom zidarstvu s katoličkom vjerom, kao i da Šeperovo pismo ne daje ovlast pojedinačnim biskupima ili biskupskim konferencijama da dopuštaju katolicima članstvo u masonskim ložama.
Godine 1985. godine, bostonski kardinal Bernard Law uputio je pismo američkim biskupima, u kojem se osvrše na Šeperovo pismo te potvrđuje stavove kardinala Ratzingera i ponovno naglašava zabranu katolicima da postanu članovi bilo kojeg oblika slobodnog zidarstva.